# Torp, Eckerö
Torp är en by i Eckerö på Åland. Torp har 103 invånare (2018). Byn är belägen på en udde söder om Storby. Byns centrum är på uddens östra del som har strand mot Kyrksundet och Torpfjärden, i väster och söder breder Ålands hav ut sig. I västra Torp finns fiskehamnen Skeppsvik och i söder finns Degersand med en 270 meter lång sandstrand och campingplats.

## Befolkningsutveckling
| Befolkningsutvecklingen i Torp 2000–2015 | Befolkningsutvecklingen i Torp 2000–2015 | Befolkningsutvecklingen i Torp 2000–2015 | Befolkningsutvecklingen i Torp 2000–2015 | Befolkningsutvecklingen i Torp 2000–2015 |
| ---------------------------------------- | ---------------------------------------- | ---------------------------------------- | ---------------------------------------- | ---------------------------------------- |
|                                          |                                          |                                          |                                          |                                          |
| År                                       |                                          |                                          | Folkmängd                                |                                          |
| 2000                                     | 2000                                     |                                          | 108                                      |                                          |
| 2005                                     | 2005                                     |                                          | 118                                      |                                          |
| 2010                                     | 2010                                     |                                          | 119                                      |                                          |
| 2015                                     | 2015                                     |                                          | 106                                      |                                          |